# Zina Bethune
Zina Bianca Bethune (17 de febrero de 1945[cita requerida]-12 de febrero de 2012) fue una actriz, bailarina, y coreógrafa estadounidense.

## Primeros años
Bethune nació en Staten Island, hija de Ivy (née Vigder), una actriz nacida en Rusia (Sebastopol, actual Ucrania) que empezó en las series de radio de Superman, y después empezó a ser conocida por interpretar a "Miss Tuttle" en Father Murphy y a Abigail en General Hospital.

## Carrera

### Teatro y baile
Bethune comenzó su formación formal de ballet a los seis años en la School of American Ballet de George Balanchine.
A los 14 años ya bailaba con el New York City Ballet como Clara en la producción original de Balanchine de 1954 de The Nutcracker. Su primer papel como actriz profesional fue a los seis años, con un pequeño papel en la obra de teatro off-Broadway Monday's Heroes, producida por Stella Holt en el Greenwich Mews Theater.

### Televisión
De niña, Bethune participó en el reparto original de The Most Happy Fella, así como en varias series de televisión diurnas estadounidenses, incluida una temporada como la primera "Robin Lang" en 'The Guiding Light, de mayo de 1956 a abril de 1958. Bethune interpretó a la hija del presidente Franklin D. Roosevelt en Sunrise at Campobello en 1960.
El columnista Dick Kleiner describió la actuación de Bethune en una producción televisiva de 1958 como una "interpretación estremecedoramente bella de la joven heroína de Tennessee Williams en This Property Is Condemned".
En octubre de 1958, interpretó a Amy March en la adaptación musical de la CBS de Little Women. Interpretó a la enfermera Gail Lucas en The Nurses (1962-65), y apareció en otras series, como Kraft Television Theatre (con Martin Huston en el final de la serie), Route 66, The Judy Garland Show, Pantomime Quiz, Hollywood Squares, Young Dr. Malone, Dr. Kildare, Gunsmoke, The Invaders y Emergency![cita requerida]

### Cine
Bethune interpretó el papel de "La chica" junto a Harvey Keitel en el primer largometraje de Martin Scorsese, Who's That Knocking at My Door.

### Otros trabajos
A lo largo de su vida, Bethune trabajó con alumnos discapacitados. A ella misma le diagnosticaron escoliosis a los 11 años y displasia de cadera.
En 1981 fundó Bethune Theatredanse (ahora Theatre Bethune), una compañía de danza y teatro sin ánimo de lucro que ha realizado giras internacionales y actuado en la Casa Blanca.
En 1980 fundó Dance Outreach, ahora conocida como Infinite Dreams, que, en 2012, inscribía a unos 8.000 niños discapacitados en actividades relacionadas con la danza en todo el sur de California.

## Muerte
El 12 de febrero de 2012, cinco días antes de su sexagésimo séptimo cumpleaños, Bethune murió atropellada en un aparente choque y fuga mientras intentaba ayudar a una zarigüeya herida en el Parque Griffith, Los Ángeles.

## Filmografía
| Año  | Título                         | Papel                         | Notas                            |
| ---- | ------------------------------ | ----------------------------- | -------------------------------- |
| 1960 | Sunrise at Campobello          | Anna Roosevelt                |                                  |
| 1967 | Who's That Knocking at My Door | Chica                         |                                  |
| 1976 | Planet of the Apes             | Arn                           | Serie de televisión (1 episodio) |
| 1985 | Walking the Edge               | Mrs. Johnson                  |                                  |
| 1988 | The Boost                      | Maestra de baile / Coreógrafa |                                  |